# HB (banda)
HB foi uma banda cristã de metal sinfônico formada em 2002, na cidade de Forssa, Finlândia. A banda já lançou sete álbuns de estúdio: Uskon Puolesta em 2003, Enne em 2006, Frozen Inside em 2008, Piikki Lihassa, também em 2008, Pääkallonpaikka, em 2010, The Jesus Metal Explosion, também em 2010, e The Battle of God, em 2011.
O segundo álbum da banda, Enne, permaneceu cinco semanas na parada musical oficial da Finlândia, alcançando a 27ª posição. O som do álbum é similar ao de bandas como Nightwish e Within Temptation. A diferença entre HB e as bandas citadas está primeiramente nas letras, compostas por Antti Niskala, são escritas em finlandês e são fortemente espirituais.
A banda regravou uma versão em inglês do álbum Enne, foi intitulado Frozen Inside e lançado no dia 23 de abril de 2008. O álbum alcançou a 15ª colocação no Top 40 da Finlândia.
Em fevereiro de 2013 foi anunciado a saída da vocalista Johanna Aaltonen que integrava a banda desde sua formação em 2002. Em uma carta aberta para os fãs explicou que sua saída foi por motivos pessoais. Johanna retornou a banda em 2014.
Em 23 de Março de 2014 a vocalista Miia Rautkoski se afastou do HB conforme anunciado no Facebook, na seguinte mensagem “Queridos fãs, organizadores do festival e amigos! Sinto muito em anunciar que eu já não posso ser uma parte do HB, porque não há nenhuma visão comum para a banda e não tem planos para fazer novas músicas no futuro. Além disso, muitos de nós estamos trabalhando ou estudando, ao mesmo tempo, por isso é difícil encontrar tempo suficiente juntos. Estou muito grata a todos vocês que calorosamente me levaram para a banda! Eu gostava de cada show, e eu tão humilde que sou, seria capaz de ver tantas pessoas maravilhosas e lugares diferentes:)! Obrigado e bençãos  com pensamentos fervorosos!” disse Miia, na página oficial da banda no Facebook.
No final de 2016 a banda anúncia seu show de despedida, que foi realizado em 10 de Dezembro no Christmas Rock Night.

## Origem do nome
A sigla HB não tem nenhum significado específico, como a própria Johanna Aaltonen disse no site oficial: "Na verdade as letras H e B não representam nada. Uma vez houve uma competição no nosso site, onde as pessoas sugeriram significados diferentes para as letras. Holy Bible foi uma das sugestôes".

## Integrantes

### Formação atual
- Johanna Kultalahti (Aaltonen) – Vocal (2002-2013, 2014-2016)
- Antti Niskala – Teclado/Guitarra (2002-2016)
- Tuomas Kannisto – Baixo (2009-2016)
- Markus Malin – Bateria (2007-2009, 2011-2016)

### Ex-membros
- Tuomas Mäki-Kerttula – Baixo (2002-2008)
- Samuel Mäki-Kerttula – Bateria (2002-2007, 2009-2011)
- Leevi Murtolahti – Guitarra (2003)
- Keijo Kauppinen – Guitarra (2004-2006, 2009)
- Eeva Asikainen – Teclado (2006-2007)
- Janne Karhunen – Guitarra (2006-2008, 2012-2013)
- Sofia Ylinen – Guitarra (2007-2011)
- Tommi Huuskonen – Baixo (2008-2009)
- Kaitsu Kanervo – Guitarra (2009-2011)
- Miia Rautkoski – Vocal (2013-2014)

## Discografia
Álbuns de estúdio
- 2003: Uskon Puolesta
- 2006: Enne
- 2008: Frozen Inside (versão em inglês do álbum Enne)
- 2008: Piikki Lihassa
- 2010: Pääkallonpaikka
- 2010: The Jesus Metal Explosion (versão em inglês do álbum Piikki Lihassa)
- 2011: The Battle of God (versão em inglês do álbum Uskon Puolesta)

DVDs
- 2007: Can You Road?

Compilações
- 2013: Lopun Alkuja - Alun Loppuja

EP
- 2002: HB Demo

Singles
- 2004: Turhaa Tärinää?
- 2009: Perkeleitä
- 2014: Mary